# Buddyseat

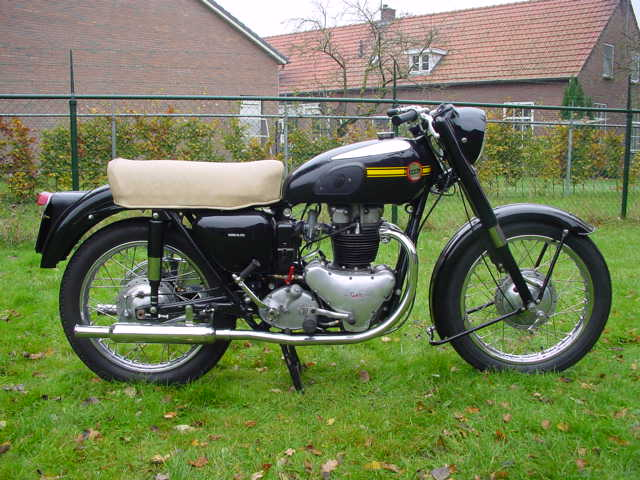
Aan de buddyseat van deze Ariel Huntmaster uit 1955 is duidelijk te zien dat deze nog niet echt bij het model van de motorfiets paste.

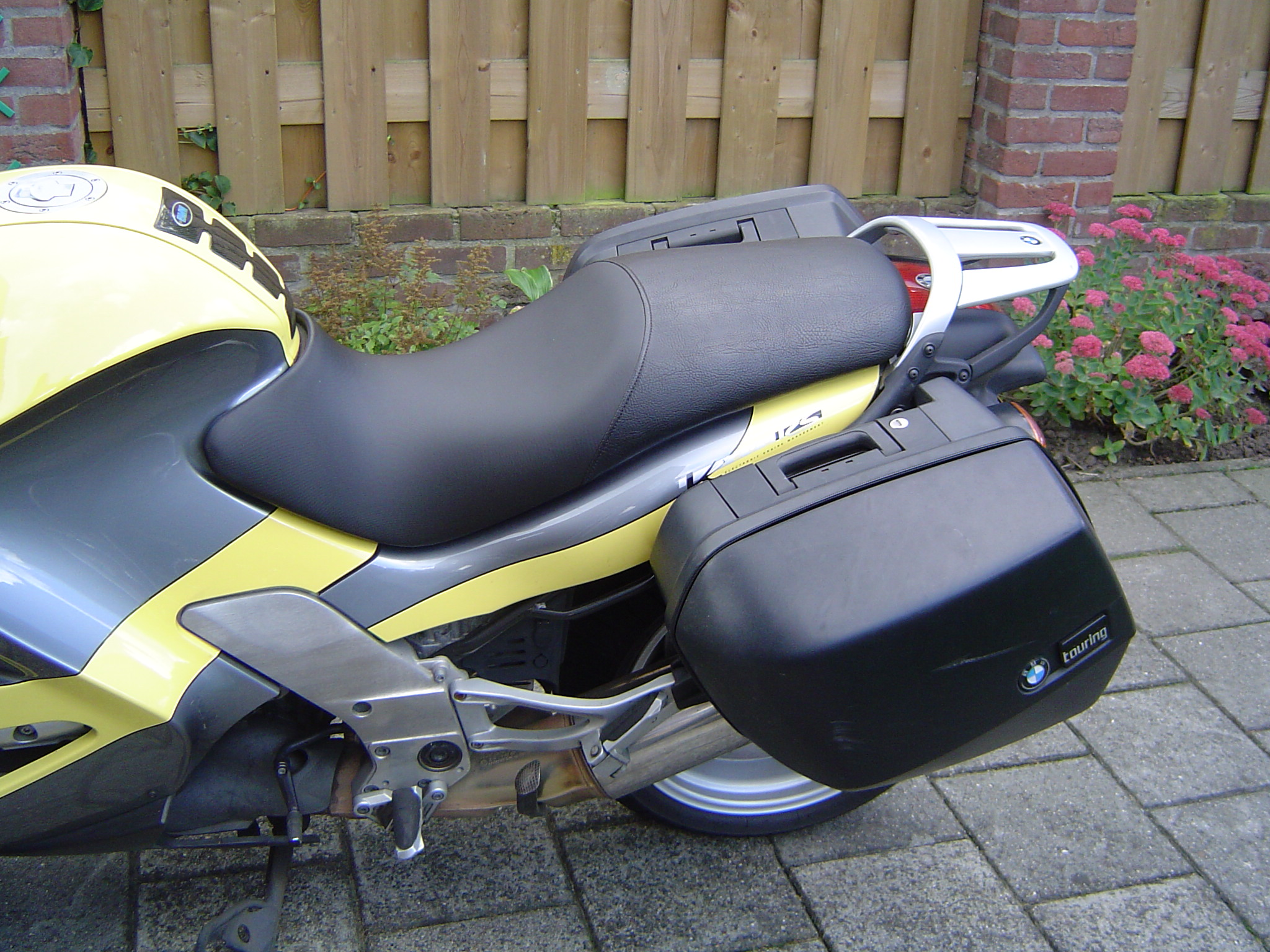
Tegenwoordig is de buddyseat meer geïntegreerd in het ontwerp van de hele motorfiets

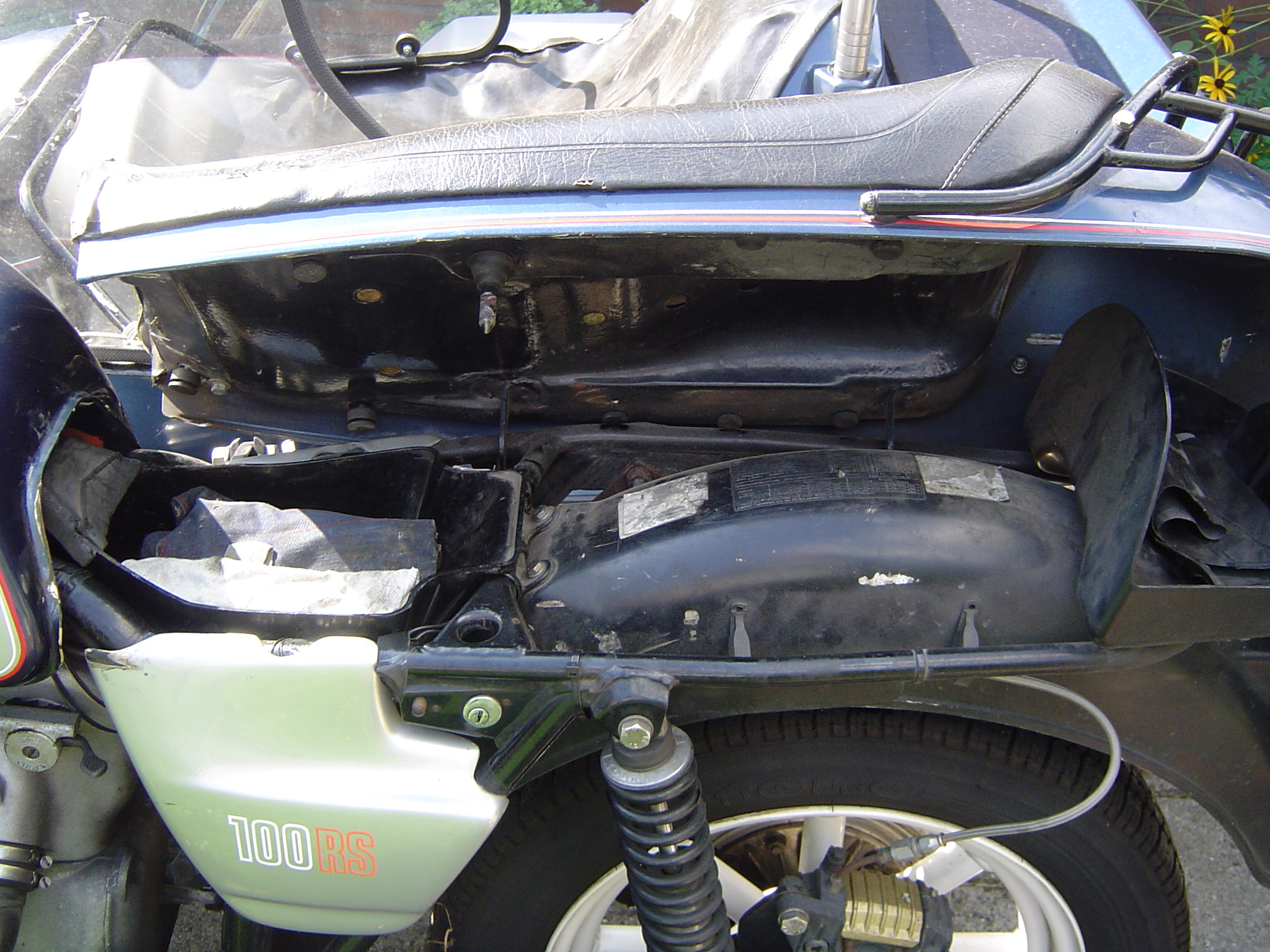
Onder de buddyseat is ruimte voor kleine zaken...

De buddyseat (of kortweg buddy, van het Engelse woord voor maat of kameraad) is een tweepersoonszadel op motorfietsen en bromfietsen. Het werd vroeger ook wel tandemzadel of flapperbracket genoemd. Tegenwoordig zegt men ook duoseat of duozadel.
Motorfietsen waren aanvankelijk slechts van een enkel zadel voorzien. Al snel kwam er behoefte aan ruimte voor een passagier(e). Meerdere oplossingen werden gevonden, zoals de montage van een forecar, een zijspan of een achterspanwagen, en uiteindelijk van een klein kussentje (broodzadel) op het achterspatbord. Als snel werd dit vervangen door een iets comfortabeler zweefzadel. Geen overbodige luxe, want motorfietsen hadden al vroeg voorvering, maar geen achtervering. Zelfs met de komst van de plunjervering moesten passagiers gebruik blijven maken van een zweefzadel. In de jaren vijftig kon men soms kiezen tussen twee zweefzadels of een buddyseat. Met de komst van de swingarm-achtervering veranderde dat. Nu was de ook de passagier voorzien van een comfortabele vering. Bij sportieve modellen wordt soms een kunststof kap over het duo-gedeelte gemonteerd. Als men een passagier wil meenemen moet dit worden gedemonteerd. 
Een buddyseat is vrijwel altijd opklapbaar en de ruimte eronder wordt vaak gebruikt als kleine bagageruimte of opbergruimte voor boordgereedschap en een EHBO-setje. Bij de meeste motorfietsen is hier ook de accu bereikbaar.